# Karate tại Đại hội Thể thao Đông Nam Á 2023
Karate  là một trong những môn thể thao được tranh tài tại Đại hội Thể thao Đông Nam Á 2023 ở Campuchia, dự kiến sẽ được tổ chức từ ngày 06 đến 08 tháng 05 năm 2023 tại Phnôm Pênh, Campuchia.

## Nội dung thi đấu
Tại SEA Games 32 Karate có 17 nội dung thi đấu, trong đó 9 nội dung cho nam, 8 cho nữ, cụ thể:
- Nam: -55kg Kumite, -60kg Kumite, -67kg Kumite, -75kg Kumite, -84kg Kumite, Trên 84kg Kumite, Kumite đồng đội nam, Kata cá nhân nam, Kata đồng đội nam

- Nữ: -50kg Kumite, -55kg Kumite, -61kg Kumite, -68kg Kumite, Trên 68kg Kumite, Kumite đồng đội nữ, Kata cá nhân nữ, Kata đồng đội nữ

## Chương trình thi đấu
| Ngày       | Giờ           | Nội dung                               | Địa điểm   |
| ---------- | ------------- | -------------------------------------- | ---------- |
| 06 tháng 5 | 9:00 - 12:00  | VÒNG LOẠI CÁ NHÂN KATA & ĐỒNG ĐỘI KATA |            |
| 06 tháng 5 | 9:00 - 12:00  | Vòng 1 Kata nữ: Nhóm 1                 | Tatami - 1 |
| 06 tháng 5 | 9:00 - 12:00  | Vòng 1 Kata nữ: Nhóm 2                 | Tatami - 2 |
| 06 tháng 5 | 9:00 - 12:00  | Vòng 1 Kata nam: Nhóm 1                | Tatami - 1 |
| 06 tháng 5 | 9:00 - 12:00  | Vòng 1 Kata nam: Nhóm 2                | Tatami - 2 |
| 06 tháng 5 | 9:00 - 12:00  | Vòng 1 Kata đồng đội nữ: Nhóm 1        | Tatami - 1 |
| 06 tháng 5 | 9:00 - 12:00  | Vòng 1 Kata đồng đội nữ: Nhóm 2        | Tatami - 2 |
| 06 tháng 5 | 9:00 - 12:00  | Vòng 1 Kata đồng đội nam: Nhóm 1       | Tatami - 1 |
| 06 tháng 5 | 9:00 - 12:00  | Vòng 1 Kata đồng đội nam: Nhóm 2       | Tatami - 2 |
| 06 tháng 5 | 12:00 - 13:00 | NGHỈ TRƯA                              |            |
| 06 tháng 5 | 13:00 - 14:00 | VÒNG LOẠI KUMITE                       |            |
| 06 tháng 5 | 13:00 - 14:00 | Nữ Kumite-50kg                         | Tatami - 1 |
| 06 tháng 5 | 13:00 - 14:00 | Nam Kumite-50kg                        | Tatami - 2 |
| 06 tháng 5 | 14:00 - 14:30 | TRANH HUY CHƯƠNG ĐỒNG CÁ NHÂN KATA     |            |
| 06 tháng 5 | 14:00 - 14:30 | Nữ Kata - 1                            | Tatami - 1 |
| 06 tháng 5 | 14:00 - 14:30 | Nữ Kata - 2                            | Tatami - 1 |
| 06 tháng 5 | 14:00 - 14:30 | Nam Kata - 1                           | Tatami - 1 |
| 06 tháng 5 | 14:00 - 14:30 | Nam Kata - 2                           | Tatami - 1 |
| 06 tháng 5 | 14:30 - 15:30 | TRANH HUY CHƯƠNG ĐỒNG ĐỒNG ĐỘI KATA    |            |
| 06 tháng 5 | 14:30 - 15:30 | Nữ Kata - 1                            | Tatami - 1 |
| 06 tháng 5 | 14:30 - 15:30 | Nữ Kata - 2                            | Tatami - 1 |
| 06 tháng 5 | 14:30 - 15:30 | Nam Kata - 1                           | Tatami - 1 |
| 06 tháng 5 | 14:30 - 15:30 | Nam Kata - 2                           | Tatami - 1 |
| 06 tháng 5 | 15:30 - 16:00 | TRANH HUY CHƯƠNG ĐỒNG KUMITE           |            |
| 06 tháng 5 | 15:30 - 16:00 | Nữ Kumite -50kg-1                      | Tatami - 1 |
| 06 tháng 5 | 15:30 - 16:00 | Nữ Kumite -50kg-2                      | Tatami - 1 |
| 06 tháng 5 | 15:30 - 16:00 | Nam Kumite -55kg-1                     | Tatami - 1 |
| 06 tháng 5 | 15:30 - 16:00 | Nam Kumite -55kg-2                     | Tatami - 1 |
| 06 tháng 5 | 16:00 - 16:30 | CHUNG KẾT CÁ NHÂN KATA                 |            |
| 06 tháng 5 | 16:00 - 16:30 | Nữ Kata                                | Tatami - 1 |
| 06 tháng 5 | 16:00 - 16:30 | Nam Kata                               | Tatami - 1 |
| 06 tháng 5 | 16:30 - 17:00 | CHUNG KẾT ĐỒNG ĐỘI KATA                |            |
| 06 tháng 5 | 16:30 - 17:00 | Đồng đội Nữ Kata                       | Tatami - 1 |
| 06 tháng 5 | 16:30 - 17:00 | Đồng đội Nam Kata                      | Tatami - 1 |
| 06 tháng 5 | 17:00 - 17:20 | CHUNG KẾT KUMITE                       |            |
| 06 tháng 5 | 17:00 - 17:20 | Nữ Kumite -50kg                        | Tatami - 1 |
| 06 tháng 5 | 17:00 - 17:20 | Nam Kumite -55kg                       | Tatami - 1 |
| 06 tháng 5 | 17:30 - 18:30 | TRAO HUY CHƯƠNG                        |            |
| 07 tháng 5 |               | VÒNG LOẠI KUMITE                       |            |
| 07 tháng 5 | 9:00 - 12:30  | Nam Kumite -60kg                       | Tatami - 1 |
| 07 tháng 5 | 9:00 - 12:30  | Nữ Kumite -55kg                        | Tatami - 2 |
| 07 tháng 5 | 9:00 - 12:30  | Nam Kumite -67kg                       | Tatami - 1 |
| 07 tháng 5 | 9:00 - 12:30  | Nữ Kumite -61kg                        | Tatami - 2 |
| 07 tháng 5 | 9:00 - 12:30  | Nam Kumite -75kg                       | Tatami - 1 |
| 07 tháng 5 | 9:00 - 12:30  | Nữ Kumite -68kg                        | Tatami - 2 |
| 07 tháng 5 | 9:00 - 12:30  | Nam Kumite -84kg                       | Tatami - 1 |
| 07 tháng 5 | 9:00 - 12:30  | Nữ Kumite +68kg                        | Tatami - 2 |
| 07 tháng 5 | 9:00 - 12:30  | Nam Kumite +84kg                       | Tatami - 1 |
| 07 tháng 5 | 12:30 - 13:30 | NGHỈ TRƯA                              |            |
| 07 tháng 5 | 13:30 - 16:30 | TRANH HUY CHƯƠNG ĐỒNG KUMITE           |            |
| 07 tháng 5 | 13:30 - 16:30 | Nam Kumite -60kg-1                     | Tatami - 1 |
| 07 tháng 5 | 13:30 - 16:30 | Nam Kumite -60kg-2                     | Tatami - 2 |
| 07 tháng 5 | 13:30 - 16:30 | Nữ Kumite -55kg-1                      | Tatami - 1 |
| 07 tháng 5 | 13:30 - 16:30 | Nữ Kumite -55kg-2                      | Tatami - 2 |
| 07 tháng 5 | 13:30 - 16:30 | Nam Kumite -67kg-1                     | Tatami - 1 |
| 07 tháng 5 | 13:30 - 16:30 | Nam Kumite -67kg-2                     | Tatami - 2 |
| 07 tháng 5 | 13:30 - 16:30 | Nữ Kumite -61kg-1                      | Tatami - 1 |
| 07 tháng 5 | 13:30 - 16:30 | Nữ Kumite -61kg-2                      | Tatami - 2 |
| 07 tháng 5 | 13:30 - 16:30 | Nam Kumite -75kg-1                     | Tatami - 1 |
| 07 tháng 5 | 13:30 - 16:30 | Nam Kumite -75kg-2                     | Tatami - 2 |
| 07 tháng 5 | 13:30 - 16:30 | Nữ Kumite -68kg-1                      | Tatami - 1 |
| 07 tháng 5 | 13:30 - 16:30 | Nữ Kumite -68kg-2                      | Tatami - 2 |
| 07 tháng 5 | 13:30 - 16:30 | Nam Kumite -84kg-1                     | Tatami - 1 |
| 07 tháng 5 | 13:30 - 16:30 | Nam Kumite -84kg-2                     | Tatami - 2 |
| 07 tháng 5 | 13:30 - 16:30 | Nữ Kumite +68kg-1                      | Tatami - 1 |
| 07 tháng 5 | 13:30 - 16:30 | Nữ Kumite +68kg-2                      | Tatami - 2 |
| 07 tháng 5 | 13:30 - 16:30 | Nam Kumite +84kg-1                     | Tatami - 1 |
| 07 tháng 5 | 13:30 - 16:30 | Nam Kumite +84kg-2                     | Tatami - 2 |
| 07 tháng 5 | 16:30 - 18:00 | CHUNG KẾT KUMITE                       |            |
| 07 tháng 5 | 16:30 - 18:00 | Nam Kumite -60kg                       | Tatami - 1 |
| 07 tháng 5 | 16:30 - 18:00 | Nữ Kumite -55kg                        | Tatami - 1 |
| 07 tháng 5 | 16:30 - 18:00 | Nam Kumite -67kg                       | Tatami - 1 |
| 07 tháng 5 | 16:30 - 18:00 | Nữ Kumite -61kg                        | Tatami - 1 |
| 07 tháng 5 | 16:30 - 18:00 | Nam Kumite -75kg                       | Tatami - 1 |
| 07 tháng 5 | 16:30 - 18:00 | Nữ Kumite -68kg                        | Tatami - 1 |
| 07 tháng 5 | 16:30 - 18:00 | Nam Kumite -84kg                       | Tatami - 1 |
| 07 tháng 5 | 16:30 - 18:00 | Nữ Kumite +68kg                        | Tatami - 1 |
| 07 tháng 5 | 16:30 - 18:00 | Nam Kumite +84kg                       | Tatami - 1 |
| 07 tháng 5 | 18:00 - 19:00 | TRAO HUY CHƯƠNG                        |            |

## Bảng huy chương
| Hạng               | Đoàn               | Vàng | Bạc | Đồng | Tổng số |
| ------------------ | ------------------ | ---- | --- | ---- | ------- |
| 1                  | Việt Nam           | 6    | 1   | 6    | 13      |
| 2                  | Malaysia           | 4    | 2   | 4    | 10      |
| 3                  | Philippines        | 2    | 6   | 1    | 9       |
| 4                  | Indonesia          | 2    | 4   | 7    | 13      |
| 5                  | Thái Lan           | 2    | 1   | 5    | 8       |
| 6                  | Campuchia          | 1    | 3   | 6    | 10      |
| 7                  | Lào                | 0    | 0   | 2    | 2       |
| 7                  | Đông Timor         | 0    | 0   | 2    | 2       |
| 9                  | Brunei             | 0    | 0   | 1    | 1       |
| Tổng số (9 đơn vị) | Tổng số (9 đơn vị) | 17   | 17  | 34   | 68      |

## Huy chương

### Kata
| Sự kiện      | Vàng                                                               | Bạc                                                                           | Đồng                                                                             |
| ------------ | ------------------------------------------------------------------ | ----------------------------------------------------------------------------- | -------------------------------------------------------------------------------- |
| Đơn nam      | Ahmad Zigi Zaresta Yuda · Indonesia                                | Muhammad Aiqal Asmadie · Malaysia                                             | John Enrico Vasquez · Philippines                                                |
| Đơn nam      | Ahmad Zigi Zaresta Yuda · Indonesia                                | Muhammad Aiqal Asmadie · Malaysia                                             | Phạm Minh Đức · Việt Nam                                                         |
| Đơn nữ       | Sakura Alforte · Philippines                                       | Nguyễn Thị Phương · Việt Nam                                                  | Krisda Putri Aprilia · Indonesia                                                 |
| Đơn nữ       | Sakura Alforte · Philippines                                       | Nguyễn Thị Phương · Việt Nam                                                  | Monsicha Sakulrattanatara · Thái Lan                                             |
| Đồng đội nam | Việt Nam · Lê Hồng Phúc · Phạm Minh Đức · Giang Việt Anh           | Indonesia · Albiadi · Andi Tomy Aditya Mardana · Andi Dasril Dwi Dharmawan    | Campuchia · Theng Kimchhea · Chheng Chandararattanak · Heng Ho                   |
| Đồng đội nam | Việt Nam · Lê Hồng Phúc · Phạm Minh Đức · Giang Việt Anh           | Indonesia · Albiadi · Andi Tomy Aditya Mardana · Andi Dasril Dwi Dharmawan    | Thái Lan · Phanudet Khananpao · Phatchara Yantapanich · Inkawat Vichailakana     |
| Đồng đội nữ  | Việt Nam · Nguyễn Thị Phương · Lưu Thị Thu Uyên · Nguyễn Ngọc Trâm | Indonesia · Anugerah Nurul Lucky · Dian Monika Nababan · Emilia Sri Hanandyta | Malaysia · Lovelly Anne Robberth · Naccy Nelly Evvaferra · Niathalia Sherawinnie |
| Đồng đội nữ  | Việt Nam · Nguyễn Thị Phương · Lưu Thị Thu Uyên · Nguyễn Ngọc Trâm | Indonesia · Anugerah Nurul Lucky · Dian Monika Nababan · Emilia Sri Hanandyta | Campuchia · Oun Sreyda · Puthea Sreynuch · Rith Kimleang · That Chhenghorng      |

### Kumite

#### Nam
| Sự kiện | Vàng | Bạc | Đồng |
| ------- | --- | --- | --- |
| −55 kg  | Prem Kumar Selvam · Malaysia                                                                                                | Chanpet Setthapong · Thái Lan | Muhammad Harith Dahlan · Brunei |
| −55 kg  | Prem Kumar Selvam · Malaysia                                                                                                | Chanpet Setthapong · Thái Lan | Trần Văn Vũ · Việt Nam |
| −60 kg  | Sureeya Sankar Hari Sankar · Malaysia                                                                                       | Ari Saputra · Indonesia | Ly Kouyhav · Campuchia |
| −60 kg  | Sureeya Sankar Hari Sankar · Malaysia                                                                                       | Ari Saputra · Indonesia | Chu Văn Đức · Việt Nam |
| −67 kg  | Virak Bouth Chrun · Campuchia                                                                                               | John Matthew Manantan · Philippines | Tebing Hutapea · Indonesia |
| −67 kg  | Virak Bouth Chrun · Campuchia                                                                                               | John Matthew Manantan · Philippines | Deonisio Fernandes · Đông Timor |
| −75 kg  | Raghonathan Sharmendaran · Malaysia                                                                                         | Phanith Sot · Campuchia | Ignatius Joshua Kandou · Indonesia |
| −75 kg  | Raghonathan Sharmendaran · Malaysia                                                                                         | Phanith Sot · Campuchia | Jacob Manuel · Đông Timor |
| −84 kg  | Sandi Firmansyah · Indonesia                                                                                                | Ivan Christopher Agustin · Philippines | Muhammad Arif Afifuddin Ab Malik · Malaysia |
| −84 kg  | Sandi Firmansyah · Indonesia                                                                                                | Ivan Christopher Agustin · Philippines | Virak Sreang · Campuchia |
| +84 kg  | Teerawat Kangtong · Thái Lan                                                                                                | Sakkada Peng · Campuchia | Vatthana Xayasan · Lào |
| +84 kg  | Teerawat Kangtong · Thái Lan                                                                                                | Sakkada Peng · Campuchia | Trần Lê Tấn Đạt · Việt Nam |
| Đội     | Việt Nam · Chu Văn Đức · Đỗ Mạnh Hùng · Ðỗ Thanh Nhân · Lò Văn Biển · Nguyễn Viết Ngọc Hiệp · Trần Lê Tấn Đạt · Võ Văn Hiền | Malaysia · Geerijaieswaran Pillai Sivanesan · Kathish S. Gnanasekaran · Kueggen Vijaya Kumar · Muhd Arif Afifuddin Ab Malik · Prem Kumar Selvam · Sharmendran Raghonathan · Sureeya Sankar Hari Sankar | Campuchia · Bin Mengly · Chheav Reaksa · Ly Kouyhav · Ngoun Sokkrayleng · Peng Sakkada · Sot Phanith · Sreang Virak                                       |
| Đội     | Việt Nam · Chu Văn Đức · Đỗ Mạnh Hùng · Ðỗ Thanh Nhân · Lò Văn Biển · Nguyễn Viết Ngọc Hiệp · Trần Lê Tấn Đạt · Võ Văn Hiền | Malaysia · Geerijaieswaran Pillai Sivanesan · Kathish S. Gnanasekaran · Kueggen Vijaya Kumar · Muhd Arif Afifuddin Ab Malik · Prem Kumar Selvam · Sharmendran Raghonathan · Sureeya Sankar Hari Sankar | Indonesia · Ari Saputra · Faisal Halomoan Siahaan · Huggies Yustisio · Ignatius Joshua Kandou · Muhammad Tegar Januar · Sandi Firmansyah · Tebing Hutapea |

#### Nữ
| Sự kiện | Vàng                                                                                | Bạc                                                                                      | Đồng |
| ------- | ----------------------------------------------------------------------------------- | ---------------------------------------------------------------------------------------- | --- |
| −50 kg  | Shahmalarani Chandran · Malaysia                                                    | Junna Tsukii · Philippines                                                               | Nguyễn Thị Thu · Việt Nam                                                                                  |
| −50 kg  | Shahmalarani Chandran · Malaysia                                                    | Junna Tsukii · Philippines                                                               | Chanyanut Chippensuk · Thái Lan                                                                            |
| −55 kg  | Hoàng Thị Mỹ Tâm · Việt Nam                                                         | Cok Istri Agung Sanistyarani · Indonesia                                                 | Sirikamonnate Chokprasertgul · Thái Lan                                                                    |
| −55 kg  | Hoàng Thị Mỹ Tâm · Việt Nam                                                         | Cok Istri Agung Sanistyarani · Indonesia                                                 | Madhuri Poovanesan · Malaysia                                                                              |
| −61 kg  | Jamie Lim · Philippines                                                             | Vann Chakriya · Campuchia                                                                | Siti Nur Azwani Nor Azli · Malaysia                                                                        |
| −61 kg  | Jamie Lim · Philippines                                                             | Vann Chakriya · Campuchia                                                                | Vilatda Boupphavanh · Lào                                                                                  |
| −68 kg  | Đinh Thị Hương · Việt Nam                                                           | Remon Villanueva · Philippines                                                           | Han Sara · Campuchia                                                                                       |
| −68 kg  | Đinh Thị Hương · Việt Nam                                                           | Remon Villanueva · Philippines                                                           | Ceyco Georgia Zefanya · Indonesia                                                                          |
| +68 kg  | Kewalin Songklin · Thái Lan                                                         | Arianne Isabel Yu Brito · Philippines                                                    | Niza San · Campuchia                                                                                       |
| +68 kg  | Kewalin Songklin · Thái Lan                                                         | Arianne Isabel Yu Brito · Philippines                                                    | Dessyinta Rakawuni Banurea · Indonesia                                                                     |
| Đội     | Việt Nam · Đinh Thị Hương · Hoàng Thị Mỹ Tâm · Nguyễn Thị Ngoan · Trương Thị Thương | Philippines · Arianne Isabel Yu Brito · Jamie Lim · Remon Villanueva Misu · Junna Tsukii | Indonesia · Ceyco Georgia Zefanya · Cok Istri Agung Sanistyarani · Dessyinta Rakawuni Banurea · Devina Dea |
| Đội     | Việt Nam · Đinh Thị Hương · Hoàng Thị Mỹ Tâm · Nguyễn Thị Ngoan · Trương Thị Thương | Philippines · Arianne Isabel Yu Brito · Jamie Lim · Remon Villanueva Misu · Junna Tsukii | Malaysia · Madhuri Poovanesan · Shahmalarani Chandran · Shree Sharmini Segaran · Siti Nur Azwani Nor Azli  |